# تشيس براينت
تشيس براينت (بالإنجليزية: Chase Bryant)‏ هو مغن مؤلف ومغني أمريكي، ولد في 9 أكتوبر 1993 في أورانج غروف في الولايات المتحدة.

## وصلات خارجية
- تشيس براينت على موقع ميوزك برينز (الإنجليزية)
- تشيس براينت على موقع أول ميوزيك (الإنجليزية)